# Hrádek (Klatovyi járás)
Hrádek település Csehországban, a Klatovyi járásban. Hrádek Kolinec, Mokrosuky, Nalžovské Hory, Petrovice u Sušice, Sušice, Budětice és Dobršín településekkel határos. Lakosainak száma 1357 fő (2024. január 1.).

## Népesség
A település lakosságának változását az alábbi diagram mutatja:
| Lakosok száma | 2724 | 2772 | 2556 | 1906 | 1451 | 1327 | 1401 | 1385 | 1357 | 1357 |
|               | 1869 | 1890 | 1921 | 1950 | 1980 | 2001 | 2017 | 2019 | 2022 | 2024 |

## Galéria

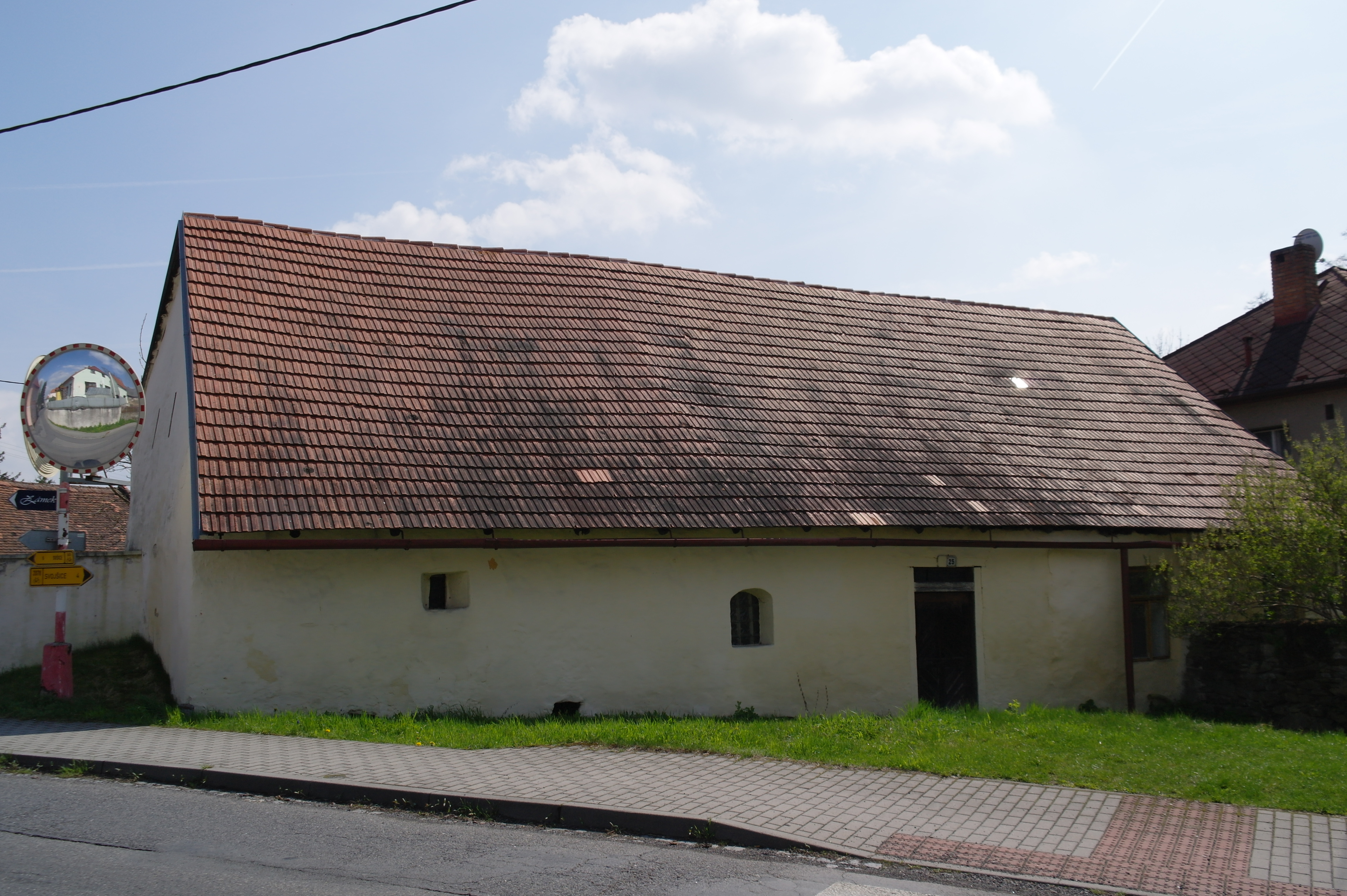
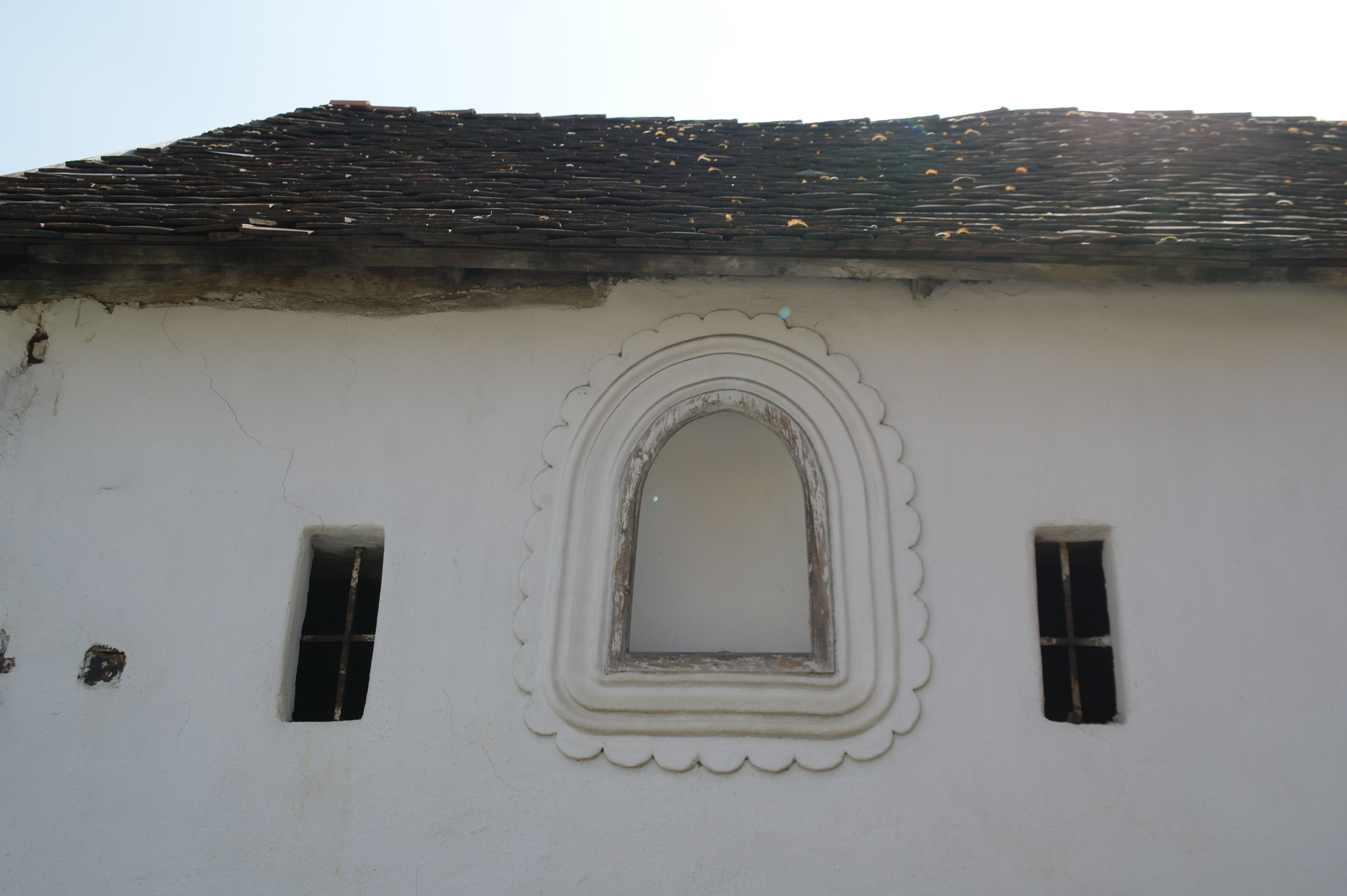
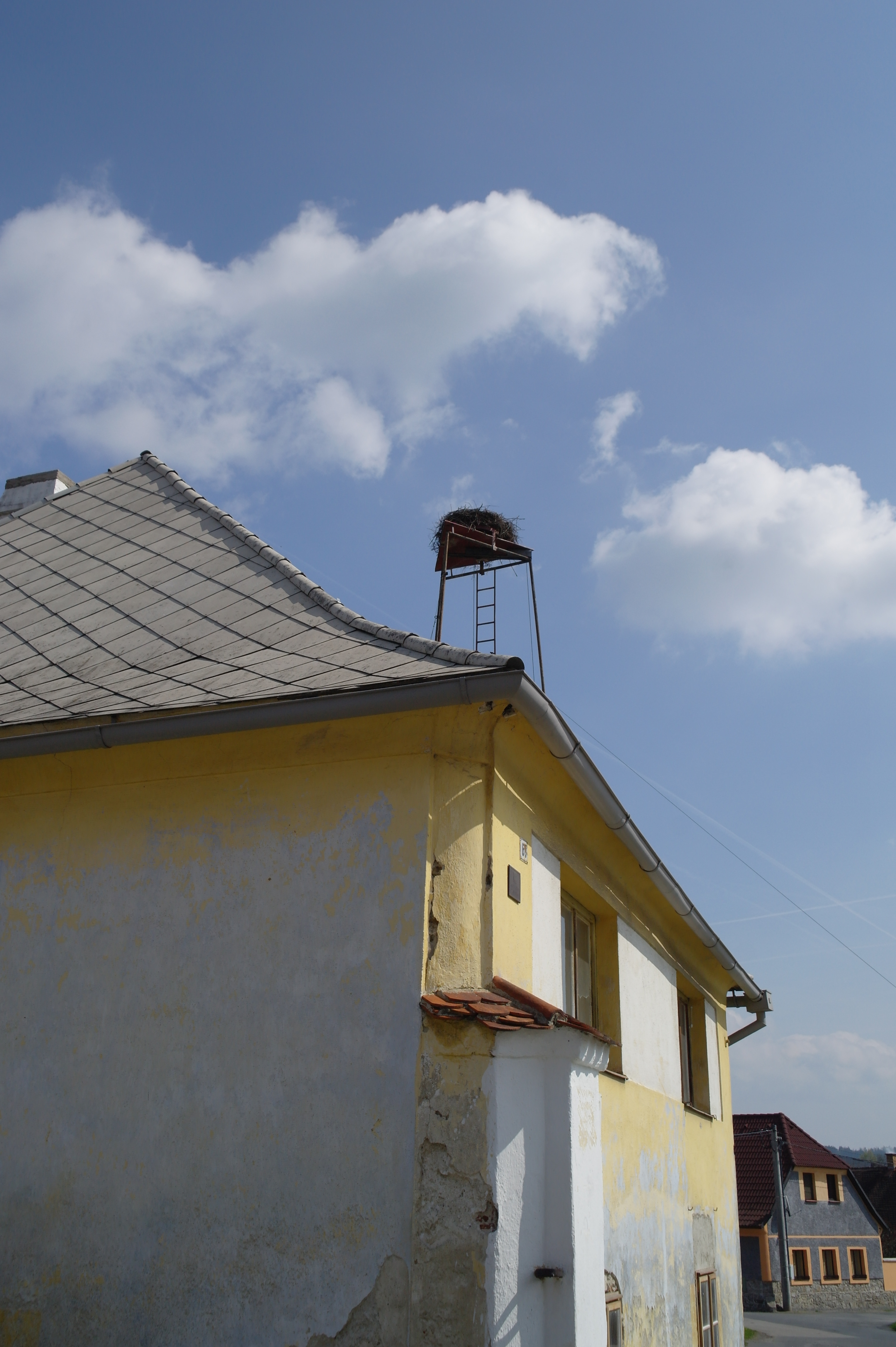